# Орден Святой великомученицы Екатерины (Российская Федерация)

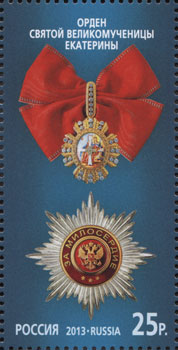
Орден Святой Великомученицы Екатерины на почтовой марке России 2013 года из серии «Государственные награды Российской Федерации».

О́рден Свято́й великому́ченицы Екатери́ны — государственная награда Российской Федерации. Назван в честь христианской великомученицы Екатерины Александрийской, жившей в III — начале IV века н. э.

## История награды
Орден Святой великомученицы Екатерины учреждён Указом Президента Российской Федерации Д. А. Медведева от 3 мая 2012 года № 573 «Об учреждении ордена Святой великомученицы Екатерины и знака отличия „За благодеяние“».
В ноябре 2021 года в статут ордена были внесены изменения, регулирующие вопросы ношения знака ордена при награждении им мужчин.

## Статутордена
Орденом Святой великомученицы Екатерины награждаются известные своей высокой духовно-нравственной позицией и милосердием граждане Российской Федерации и граждане иностранных государств за выдающийся вклад в миротворческую, гуманитарную и благотворительную деятельность, сохранение культурного наследия.
Награждение орденом Святой великомученицы Екатерины, как правило, производится при условии наличия у гражданина Российской Федерации, представленного к ордену, иной государственной награды Российской Федерации.
Знак ордена Святой великомученицы Екатерины носится на чересплечной ленте, которая проходит через правое плечо.
Ношение знака ордена Святой великомученицы Екатерины на женском костюме предусматривается на банте на правой стороне груди выше других государственных наград Российской Федерации, на мужском костюме — на пятиугольной колодке на левой стороне груди после знака ордена «За заслуги перед Отечеством».
Звезда ордена Святой великомученицы Екатерины носится на левой стороне груди и располагается ниже орденов, носящихся на колодке, под звездой ордена «За заслуги перед Отечеством».
Для особых случаев и возможного повседневного ношения предусматривается миниатюрная копия знака ордена Святой великомученицы Екатерины, которая на женском костюме носится на банте на правой стороне груди, на мужском костюме — на пятиугольной колодке на левой стороне груди и располагается после миниатюрной копии знака ордена «За заслуги перед Отечеством».
При ношении ленты ордена Святой великомученицы Екатерины на планке она располагается после ленты ордена «За заслуги перед Отечеством» на планке.
При ношении ленты ордена Святой великомученицы Екатерины в виде розетки она располагается на левой стороне груди.

## Описание ордена
Орден Святой великомученицы Екатерины имеет знак и звезду.

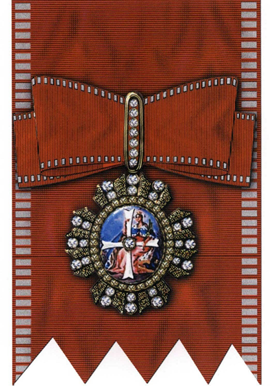
Знак ордена

Знак ордена представляет собой крест из серебра с позолотой с овальным медальоном в центре. Каждый конец креста состоит из четырёх лучей, золотистая поверхность которых покрыта орнаментом, состоящим из рельефных, примыкающих друг к другу колечек. Между лучами — по два бриллианта. Овальный медальон имеет кайму из орнамента в виде рельефных колечек. Медальон покрыт светло-синей эмалью с выполненным финифтью образом Святой великомученицы Екатерины. На оборотной стороне знака — номер знака. Знак ордена соединён с кольцом, имеющим внешнюю накладку в виде узкой овальной рамки, украшенной примыкающими друг к другу рельефными колечками. Внутри рамки — бриллианты, образующие вертикальную линию. Через кольцо пропущена лента, уложенная бантом. На оборотной стороне бант имеет приспособление для крепления к одежде. Знак ордена на банте может прикрепляться к орденской ленте. Высота знака ордена — 45 мм, ширина — 40 мм.
Лента ордена шёлковая, муаровая, красного цвета с серебристой прерывистой каймой по краям, шириной 100 мм. Ширина каймы — 7 мм.
Ширина ленты на банте — 45 мм, ширина серебристой каймы — 3 мм.
Звезда ордена серебряная восьмилучевая. В центре звезды в круглом медальоне, покрытом красной эмалью, — рельефное позолоченное полноцветное изображение Государственного герба Российской Федерации. Вокруг медальона — покрытая красной эмалью кайма. На кайме прямыми позолоченными буквами написан девиз ордена: «ЗА МИЛОСЕРДИЕ». Расстояние между концами противолежащих лучей звезды — 82 мм. На оборотной стороне звезды, в нижней части, — номер звезды ордена. Звезда при помощи булавки крепится к одежде.
Миниатюрная копия знака ордена Святой великомученицы Екатерины носится на банте. Высота знака — 20,2 мм, ширина — 20 мм. Ширина ленты — 20 мм.
При ношении на форменной одежде ленты ордена Святой великомученицы Екатерины используется планка высотой 12 мм. Ширина ленты — 24 мм.
На ленте ордена Святой великомученицы Екатерины в виде розетки крепится миниатюрное изображение звезды ордена из металла с эмалью. Расстояние между концами противолежащих лучей звезды — 13 мм. Диаметр розетки — 15 мм.

## Кавалеры ордена
1. Ильина, Людмила Дмитриевна (игумения Николая) (3 мая 2012 года, № 574) — настоятельница Свято-Никольского Черноостровского женского монастыря в городе Малоярославце Калужской епархии Русской православной церкви[3].
2. Перехожих, Нина Никитична (3 мая 2012 года, № 574) — врач государственного учреждения здравоохранения «Областная больница № 2», Липецкая область[3].
3. Фальц-Фейн, Эдуард Александрович (30 сентября 2012 года, № 1312), подданный Княжества Лихтенштейн[4].
4. Сарганова, Наталия Васильевна (11 февраля 2013 года, № 135) — приёмный родитель, город Тула[5].
5. Ельцина, Наина Иосифовна (14 марта 2017 года, № 111), город Москва[6].
6. Солженицына, Наталия Дмитриевна (17 июля 2019 года, № 337) — президент Русского Благотворительного Фонда Александра Солженицына, город Москва[7].
7. Третьяк, Александра Ильинична (игумения Варвара) (3 марта 2022 года, № 84) — настоятельница местной религиозной организации епархиального монастыря «Свято-Введенский Толгский женский монастырь» Ярославской епархии Русской православной церкви[8].

Знак ордена
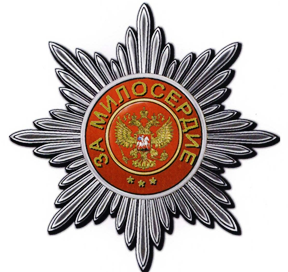
Аверс
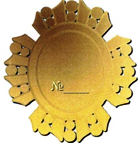
Реверс